# 동일버스
동일버스(同一―)는 충청북도 영동군의 농어촌버스 운송업체이다.

## 역사
1978년 8월 25일 충북교통(현 충북리무진)에서 영동군의 농어촌버스가 분리 독립하여 유천버스(柳川―)라는 상호로 설립하였으며, 1996년 상호명을 유천버스(柳川―)에서 동일버스(同一―)로 변경하였다.

## 보유 차량

#### 자일대우버스
- 자일대우 NEW BS090

#### 현대자동차
- 현대 뉴 카운티
- 현대 카운티 뉴 브리즈
- 현대 그린시티
- 현대 일렉시티

#### 우진산전
- 우진산전 아폴로 1100

## 주요 노선
- 영동 - 영동대학교 - 용산면 - 청산 (옥천군)
- 영동 - 영동대학교 - 용산면 - 백자전리 - 금계리 - 황간
- 영동 - 영동대학교 - 용산면 - 금곡리 - 심천역
- 영동 - 난계국악박물관 - 옥계폭포 - 이원 (옥천군)
- 영동 - 황간 - 추풍령
- 영동 - 황간 - 모서 (경상북도 상주시)
- 영동 - 황간 - 매곡 - 임산리
- 영동 - 황간 - 매곡 - 임산리 - 궁촌리
- 영동 - 황간 - 매곡 - 임산리 - 물한리
- 영동 - 양강 - 학산 - 무주터미널 (전북특별자치도 110번무주군)
- 영동 - 양강 - 학산 - 양산
- 영동 - 양강 - 용화